# Ozzano dell'Emilia
Ozzano dell'Emilia är en ort och kommun i storstadsregionen Bologna, innan 2015 i provinsen Bologna, i regionen Emilia-Romagna i Italien. Kommunen hade 13 817 invånare (2018).